# Delftse Werkgroep Homoseksualiteit

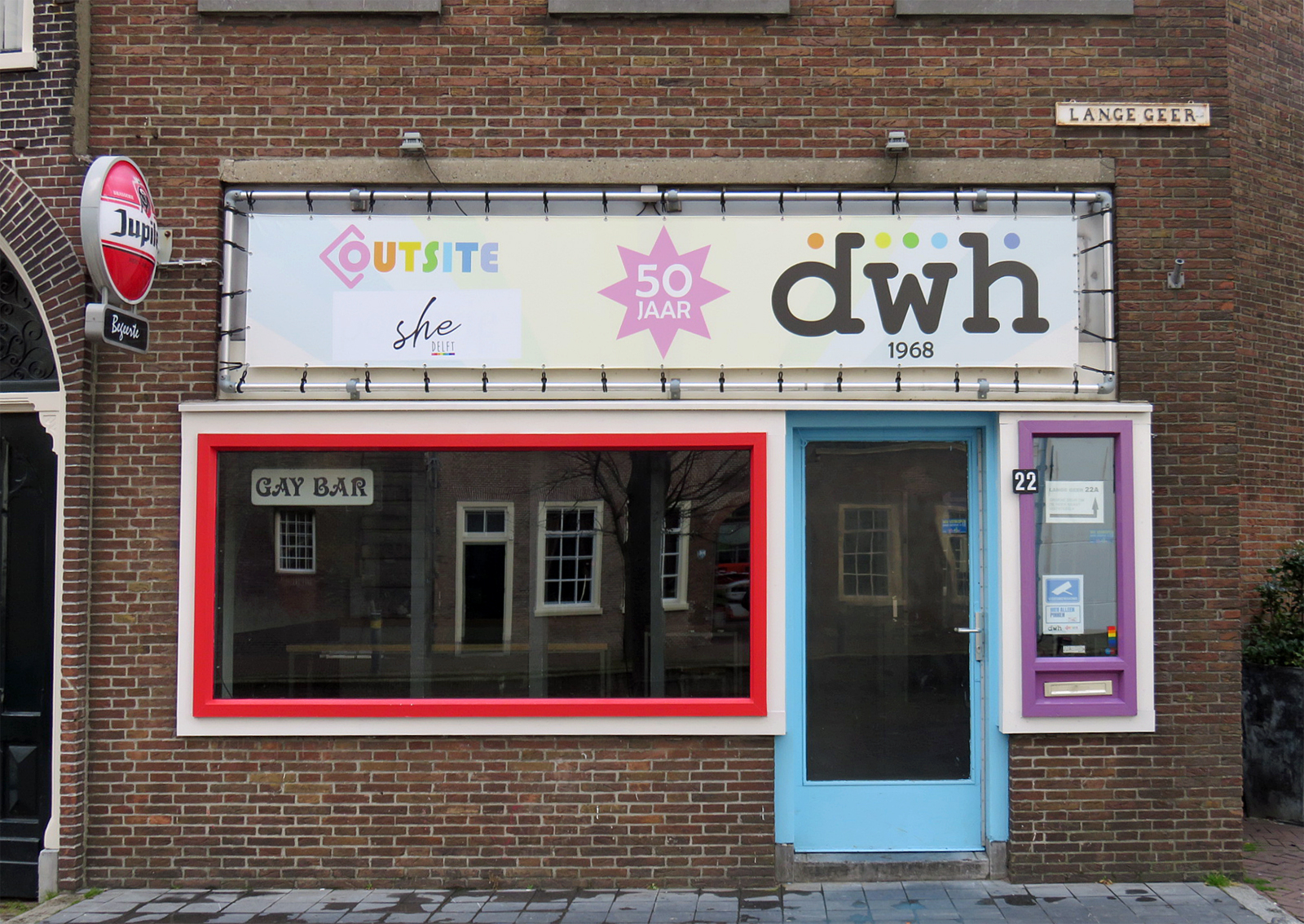
Het pand van DWH aan de Lange Geer 22 in Delft (foto uit 2019)

DWH is een lhbt-vereniging en belangenorganisatie die zich richt op Delft en omgeving. DWH is een ontmoetingsplek voor lhbt'ers in de regio met wekelijks een eettafel, filmavond en twee baravonden, en daarnaast activiteiten en feesten. Het doel van DWH is het doorbreken van heteronormen, het vergroten van acceptatie en het stimuleren van discussie rond lhbt-onderwerpen. Naast het bieden van een ontmoetingsplek geven ze daarom ook voorlichting op scholen en werken ze samen met andere organisaties om voor zichtbaarheid en discussie te zorgen rond dagen als Coming Out Dag.
Lhbt-jongerenvereniging Outsite is onderdeel van DWH. Daarnaast wordt samengewerkt met de Delftse homosportvereniging het Roze Blok en met COC Nederland.
DWH is sinds 1985 gevestigd aan de Lange Geer in Delft en geeft enkele keren per jaar een ledenblad, het Andersblad, uit.

## Geschiedenis
DWH werd in 1968 opgericht onder de naam Delftse Studenten Werkgroep Homosexualiteit door onder andere Flip Spangenberg, Hans Pon en Jan Molema. DSWH was toen lid van de landelijke koepelorganisatie Federatie Studenten Werkgroepen Homoseksualiteit. Samen met de andere leden daarvan demonstreerden ze op een nieuwe, confronterender wijze tegen artikel 248bis wat homoseksuele relaties met jongeren onder de 21 verbood. Nadat deze hierdoor in 1971 was afgeschaft werden veel andere werkgroepen opgeheven of gingen ze op in lokale COC afdelingen. DWH bleef bestaan als onafhankelijke organisatie maar schrapte rond deze tijd wel de term 'Studenten' uit de naam.
De eerste jaren kwamen de leden van DWH bijeen in elkaars huiskamers. Na enkele jaren verkreeg men een ruimte in het Trefcentrum. Grotere activiteiten zoals feesten werden in die tijd gegeven in de sociëteiten van bevriende studentenverenigingen zoals Wolbodo, de Bolk en de Koornbeurs. In 1984 ging men op zoek naar een eigen pand om te huren, en in 1985 trok de DWH in op Lange Geer 22, waar ze nog steeds gevestigd zijn.
In april 1989 kwam toenmalig voorzitter van DWH Hans-Paul Verhoef internationaal in het nieuws toen hij in de Verenigde Staten werd gearresteerd omdat hij aids had. Hij had dit niet verteld bij binnenkomst van het land, aangezien hem dan de toegang ontzegd zou zijn. Dit kwam hem te staan op vijf dagen cel. In de jaren na zijn overlijden is door de vereniging de Hans-Paul Verhoef prijs jaarlijks gegeven aan iemand die veel bijdroeg aan lhbt-emancipatie in de regio.
In augustus 2002 werd Outsite opgericht als onofficiële ondervereniging en merknaam van DWH gericht op jongeren, en dan vooral studenten. Dit bleek succesvol en via Outsite kreeg DWH, wat zelf ondertussen lang niet alleen uit studenten bestond, nauwere banden met de studentenverenigingen in Delft en de universiteit. In 2006 organiseerde Outsite een grote bijeenkomst van internationale lhbt-jongerenverenigingen in Delft met een weeklang programma.

## Outsite

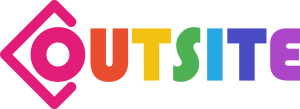
Logo van Outsite

Voor jongeren tot en met 28 jaar kent DWH een aparte jongerenvereniging onder de naam Outsite. Zij zijn namens DWH aangesloten bij de Verenigingsraad Delft en onderhoudt contact met de TU Delft. Zo werkt Outsite tot op zekere hoogte onafhankelijk van de rest van de vereniging samen met de studentenverenigingen van Delft als een van hen.
Outsite kent geen ontgroening, maar wel een introductieperiode. Twee keer per jaar kunnen nieuwe leden zich aansluiten bij de kennismakingsgroep, waar zij gedurende acht avonden elkaar en de vereniging kunnen leren kennen en waarbij lhbt-gerelateerde onderwerpen zoals het uit de kast komen worden besproken.
Zij hebben een wekelijks borrelavond op donderdag, die om de zoveel tijd een speciaal thema hebben. Ook worden er drie tot vier keer per jaar themafeesten georganiseerd voor zowel studenten als niet-studenten.
Daarnaast organiseert Outsite tijdens de OWee (Ontvangst Week) van de TU Delft diverse kennismakingsactiviteiten voor nieuwe studenten. In augustus 2016 werden bij een dergelijke introductie-activiteit enkele studenten van Outsite uitgescholden en bespuugd. De universiteit wilde daarop in samenwerking met Outsite onderzoeken wat er gedaan kan worden om de veiligheid van lhbt-studenten te bevorderen.